# IC 4548
IC 4548 — галактика типу E (еліптична галактика) у сузір'ї Північна Корона.
Цей об'єкт міститься в оригінальній редакції індексного каталогу.